# الألعاب الأولمبية الشتوية 1956

شعار الألعاب الأولمبية الشتوية 1956.

أقيمت الألعاب الأولمبية الشتوية لسنة 1956 في مدينة كورتينا دامبيدزو الإيطالية.

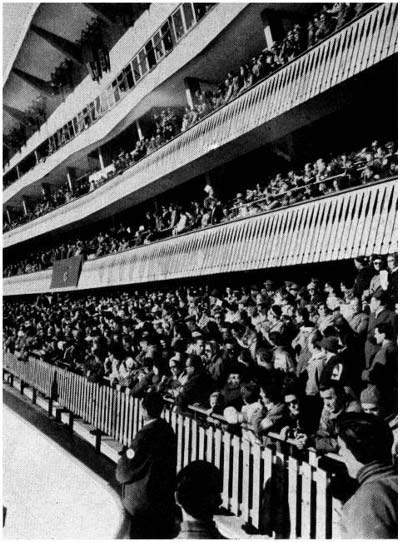
مشاهدين الألمبياد في كورتينا دامبيدزو

1. 1 2  "Cortina d'Ampezzo 1956" (بالإنجليزية). International Olympic Committee. Retrieved 2019-11-20.